# 電腦整合製造
電腦整合製造（英語：Computer-Integrated Manufacturing，CIM），又稱計算機集成製造、電腦綜合製造，是利用電腦、網路及通訊等資訊科技，整合與管理製造過程中的所有活動的系統。它並不是一個產品，而一種觀念與精神，其主要目的在於將工廠內部各個獨立的自動化系統加以整合，以發揮整體的效益，避免形成所謂的自動化孤島。
電腦整合製造系統有三個基本的關鍵要素以達到彈性化設計與生產的目標：
1. 資料的儲存、提取、運用及呈現的方法；
2. 檢測狀態以及自我修正的機制；
3. 結合各分散的子系統的方法。

隨著現代產品的生命週期日益縮短，在品質、價格、交貨期等方面之競爭日趨嚴格，電腦整合製造系統已是一個必然的趨勢。

## 源起
在1960－1970年代，有學者研究指出，企業在各種內外挑戰的困境之中，不外乎嘗試改善以下七項最主要的問題：
1. 設計與製造的前置期
2. 庫存周轉期
3. 生產設備的準備時間
4. 各產品的生產效率
5. 各產品的員工生產力
6. 整體品質與重工問題
7. 每日員工所提出的產品改善建議

然而，只解決其中一部分而忽略其它的問題，通常無法帶來整體的效益提升，所以大部分的企業需要一個整體的方案來解決這些問題。在1973年，小約瑟夫.哈靈頓（Joseph Harrington Jr.）了解到整合的重要性與價值，首先提出了「電腦整合製造」這樣一個名詞與觀念。他提出的電腦整合製造包含兩個基本觀點：一是企業生產的各個環節包括市場分析、產品設計、加工製造、經營管理和售後服務等是一個不可分割的整體，必須緊密相連、統一考慮；二是整個運作過程實質上是一個資料的收集、傳遞和加工處理過程，最終產品可以看作是資料的物質表現。
雖然哈靈頓一直避免再發明一個用縮寫字母的科技新名詞，但CIM這個縮寫名稱還是在80年代早期開始廣泛地被使用，於此同時電腦整合製造也因工具機製造商的推廣而變成一個主流觀念。

## 定義
國際製造工程學會（Society of Manufacturing Engineers，SME）之電腦與自動化系統分會（Computer and Automated Systems Association，CASA）對電腦整合製造的定義為：「透過整體系統、資料通訊及能夠改善組織和個人之效率的新管理哲學，達成整個製造企業的整合。」
若嚴謹地對電腦整合製造的定義做檢視，會發現電腦整合製造不僅是：
- 自動化的電腦硬體與軟體
- 一套向廠商買來然後安裝好的製造系統
- 像及時生產或同步工程（英语：Concurrent engineering）等的一套製造策略

而且，一個擁有電腦整合製造概念的企業必需要有以下的管理哲學：
- 客戶滿意度（英语：Customer satisfaction）是所有決策的基礎
- 支持全面品質管理原則
- 重視每個員工的想法
- 絕不滿意現狀而不停止地改善

另外，一個成功的電腦整合製造的實現則是：
- 有一個跨部門共享的資料庫
- 使用自動化的硬體與軟體有效地整合企業運作流程[4]

### 更多的定義
目前，許多電腦整合製造的廠商如惠普、IBM、西門子等，對於電腦集成製造的定義都有著各自獨到的解釋，譬如西門子曾提出的「電腦輔助工業」。
另外在1980年代日本曾經嘗試在某些帶有危險的生產流程中實現完全無人化生產，但是由於現代工業過於複雜，這些嘗試還停留在理論上的原型試驗階段。

## 面臨的問題
目前關於電腦整合製造有三個主要的問題：
1. 設備不相容以及協定整合的複雜度太高：要整合不同廠牌的機械手臂、傳送系統（英语：Conveyor system）等的控制器，是既耗時又容易出錯的工作。
2. 資料整合：若是資料發生錯誤將會導致設備施工錯誤；而且以一般的情況來看，資料維護費用比沒有電腦整合製造系統的工廠來得高。
3. 嘗試去編寫更好的邏輯規則以便做出更好的排程：但是事實上在面對每天隨時都有可能變動的排程與優先權，人腦的反應與判斷還是比較準確。

## 註解與參考文獻

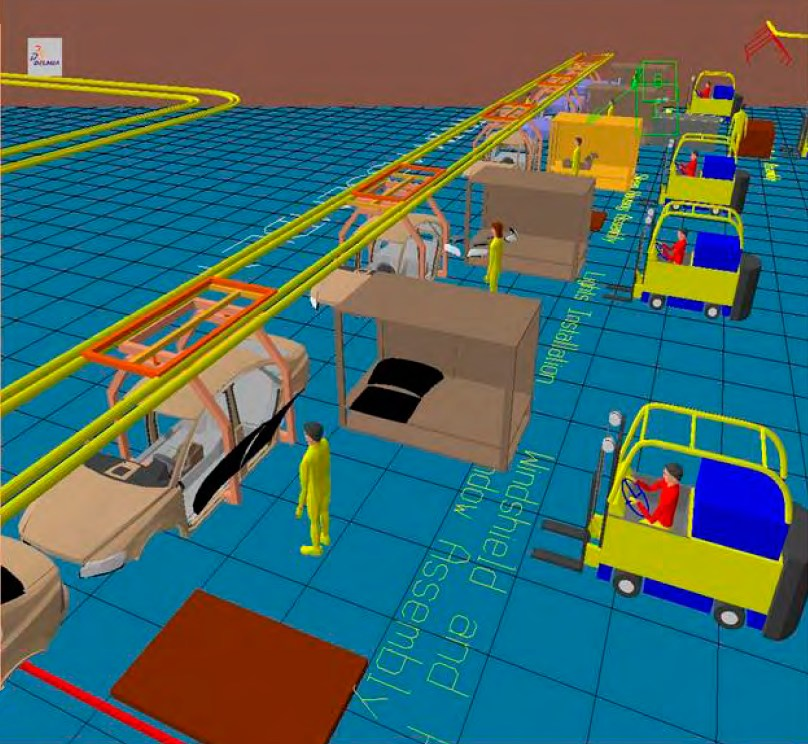

1. ↑  Rehg, J. A., Computer-Integated Manufacturing. Englewood Cliffs, NJ: Prentice Hall, 1994, pp. 16. ISBN 0-13-305806-9
2. ↑  Harrington, J., Jr., Computer-Integated Manufacturing. NY: Industrial Press, 1973.
3. ↑  Sobczak, T. V., A Glossary of Terms for Computer Integrated Manufacturing. Dearborn, MI: CASA of SME, 1984.
4. ↑  Rehg, J. A., Computer-Integated Manufacturing. Englewood Cliffs, NJ: Prentice Hall, 1994, pp. 19. ISBN 0-13-305806-9